# Верхнесаксонский округ
Верхнесаксонский округ (нем. Obersächsischer Reichskreis) — один из имперских округов Священной Римской империи.
Верхнесаксонский округ был образован в 1512 году и включил в себя территории в средней и северо-восточной Германии. В органах управления округа полностью доминировал курфюрст Саксонии.

## Состав округа
Округ состоял из следующих государств:
| Название                | Форма правления       | Комментарии |
| ----------------------- | --------------------- | --- |
| Курфюршества            |                       | |
| Брандербург             | Курфюршество          | Маркграфство с 1157 года, курфюршество с 1356 года |
| Саксония                | Курфюршество          | В 1356 году возникло на основе герцогства Саксен-Виттенберг, с 1423 года управлялось Веттинами                                                                                                |
| Имперские княжества     |                       | |
| Ангальт                 | Княжество             | Возникло из герцогства Саксония в 1212 г., воссоединилось под властью Асканиев в 1570 г., разделено на Ангальт-Дессау, Ангальт-Бернбург, Ангальт-Кётен и Ангальт-Цербст с 1603 г.             |
| Померания               | Герцогство            | Управлялось Померанским домом, было разделено с 1532 по 1625 год, с 1637 года западная часть выделена в Шведскую Померанию, в 1653 году восточная часть стала провинцией Брандербурга-Пруссии |
| Кверфурт                | Княжество             | Бывшее владение, в 1635 году перешло к курфюршеству Саксония, с 1656 по 1746 год управлялось Саксен-Вейсенфельс                                                                               |
| Саксен-Веймар           | Герцогство            | Основано в 1572 году |
| Саксен-Альтенбург       | Герцогство            | Выделено из Саксен-Веймар в 1602 году, унаследовано Саксен-Готой в 1672 году |
| Саксен-Гота             | Герцогство            | Выделено из Саксен-Веймар в 1640 году, с 1672 года — Саксен-Гота-Альтенбург |
| Саксен-Кобург           | Герцогство            | Основано в 1572 году как Саксен-Кобург-Айзенах. С 1725 года поделено между Саксен-Кобург-Зальфельд и Саксен-Мейнинген                                                                         |
| Саксен-Эйзенах          | Герцогство            | Отделилось от Саксен-Кобурга в 1596 году, в личной унии с Саксен-Веймаром с 1741 года |
| Княжества-епископства   |                       | |
| Каммин                  | Княжество-епископство | Светская территория епархии, основанной в 1140 году, под властью герцогства Померания, княжество с 1545 года                                                                                  |
| Имперские аббатства     |                       | |
| Гернроде                | Аббатство             | Имперское аббатство, основано в 961 году императором Оттоном I, с 1616 года управлялось Асканиями                                                                                             |
| Кведлинбург             | Аббатство             | Основано Оттоном I в 936 году, оккупировано Брандербургом-Пруссией в 1698 году |
| Валькенрид              | Аббатство             | Основано в 1127 году, с 1648 года принадлежит Брауншвейгу-Вольфенбюттелю |
| Имперские графства      |                       | |
| Барби                   | Графство              | Свободное имперское с 1497 года, с 1659 года перешло к герцогству Саксен-Вейсенфельс |
| Хацфельд-Гляйхен        | Графство              | Основано в 1631 года, княжество с 1741 года, перешло к архиепископству Майнц в 1794 году |
| Хонштайн                | Графство              | Территория вокруг Шарцфельда и Бад-Лаутерберга, правящая линия пресеклась в 1593 году, перешло к княжеству Грубенхаген                                                                        |
| Лора и Клеттенберг      | Синьория              | управлялось графами Хоэнштайн, в 1593 году перешло к епископству Хальберштадт, управлялось Брауншвейгом-Вольфенбюттелем                                                                       |
| Мансфельд               | Графство              | Основано в 1069 году королём Генрихом IV, в 1579 году перешло к курфюршеству Саксония |
| Рейсс                   | Графство              | Основано в 1080 году императором Генрихом IV, в 1564 году разделено между старшей (княжество с 1778 года) и младшей линиями                                                                   |
| Шёнбург                 | Графство              | Свободный имперский с 1182 года, принадлежат Саксонии с 1740 года |
| Шварцбург               | Графство              | было объединено под властью Шварцбургов с 1538 по 1583 год. |
| Шварцбург-Рудольштадт   | Графство              | основано в 1599 году, стало княжеством в 1697 году |
| Шварцбург-Зондерсгаузен | Графство              | появилось в 1599 году как Шварцбург-Арнштадт, в 1697/1710 году повышено до княжества |
| Штольберг               | Графство              | Штольберг-Штольберг с 1548 года, с 1738 года принадлежит курфюршеству Саксония |
| Штольберг-Росла         | Графство              | Отделилось от графства Штольберг-Штольберг в 1706 году, с 1738 года принадлежит курфюршеству Саксония                                                                                         |
| Вернигороде             | Графство              | Удерживается Штольбергами с 1429 г., Штольберг-Вернигероде с 1645 г., под властью Пруссии с 1714 г.                                                                                           |